# François de Vergès
Cet article possède un paronyme, voir Françoise Vergès.
Pour les personnes ayant le même patronyme, voir Vergès.
François de Vergès; né le 29 octobre 1752 à Tarbes (Hautes-Pyrénées), et mort le 13 septembre 1798 à Ferrare (Italie), est un général de brigade de la Révolution française.

## Famille
Il est le dernier enfant d'une fratrie de 15 frères et sœurs, et fils de Dominique de Vergès (avocat en parlement, syndic de Bigorre et subdélégué de l'intendant) et Marie-Anne Frontin. Son père, Dominique Vergès, a ajouté une particule pour se faire appeler Dominique de Vergès en 1769. Il est le frère de Vergès, dit d'Areit, maire de Tarbes.

## État de service
Il s'engage le 23 octobre 1768, dans le régiment de Champagne-Infanterie, et il sert en Corse. Il est officier en 1771 et il est fait prisonnier par les Anglais en 1780. Il serait ensuite allé aux Indes. Il est nommé capitaine le 16 juin 1783, et il est fait chevalier de Saint-Louis le 27 juillet 1790. Il reçoit son brevet de lieutenant-colonel le 13 avril 1792.
La Révolution lui permet un avancement rapide. Il passe du grade de colonel le 4 septembre 1792 à général de brigade le 15 mai 1793. Sous les ordres de Custine, puis de Jourdan, il participe à la campagne de l'armée française de Ypres, à Charleroi, à Maubeuge, puis à Fleurus en 1794.
En 1795, il est dans l'armée des côtes de l'Océan. En 1797, il est en Italie où il participe au siège de Mantoue. Il commande la 7e division de l'Armée d'Italie quand il meurt à Ferrare le 13 septembre 1798.

## Nominations
- 4 septembre 1792 : Colonel au 43e régiment d'infanterie de ligne
- 15 mai 1793 : Général de brigade